# Championnat du pays de Galles de football 1993-1994
Navigation
Édition précédente Édition suivante
La 2e édition du championnat du pays de Galles de football est remportée par le Bangor City Football Club. C’est son 1er titre de champion. Bangor l’emporte avec 2 points d’avance sur le Inter Cardiff Football Club. Le Ton Pentre Association Football Club complète le podium.
Le système de promotion/relégation reste en place : descente et montée automatique pour le dernier de première division et le premier de deuxième division : Briton Ferry Athletic descend en deuxième division. Il est remplacé pour la saison 1994-1995 par Rhyl Football Club.

## Les clubs de l'édition 1993-1994
| \| Aberystwyth Town Afan Lido Bangor City Briton Ferry Athletic Caersws FC Connah's Quay Nomads Conwy United Inter Cardiff Cwmbran Town Ebbw Vale FC Flint Town United Haverfordwest County Holywell Town Llanelli AFC Maesteg Park Mold Alexandra Newtown AFC Porthmadog FC Welshpool Town TNS Llansantffraid [[Ton Pentre]] \| Localisation des clubs engagés dans le championnat. |
| Aberystwyth Town Afan Lido Bangor City Briton Ferry Athletic Caersws FC Connah's Quay Nomads Conwy United Inter Cardiff Cwmbran Town Ebbw Vale FC Flint Town United Haverfordwest County Holywell Town Llanelli AFC Maesteg Park Mold Alexandra Newtown AFC Porthmadog FC Welshpool Town TNS Llansantffraid [[Ton Pentre]]                                                           |

| Club                                   | Stade              | Capacité | Ville                     |
| -------------------------------------- | ------------------ | -------- | ------------------------- |
| Aberystwyth Town Football Club         | Park Avenue Ground | 2100     | Aberystwyth               |
| Afan Lido Football Club                | -                  | -        | Aberavon                  |
| Bangor City Football Club              | Farrar Road        | 1500     | Bangor                    |
| Caersws Football Club                  | -                  | -        | Caersws                   |
| UWIC Inter Cardiff Football Club       | -                  | -        | Cardiff                   |
| Connah's Quay Nomads Football Club     | Halfway Ground     | 3000     | Connah's Quay             |
| Conwy United Football Club             | -                  | -        | Conwy                     |
| Cwmbran Town Football Club             | -                  | -        | Cwmbran                   |
| Ebbw Vale Association Football Club    | -                  | -        | Ebbw Vale                 |
| Flint Town United Football Club        | -                  | -        | Flint                     |
| Haverfordwest County Football Club     | Newbridge Meadow   | 2000     | Haverfordwest             |
| Holywell Football Club                 | -                  | -        | Holywell                  |
| Llanelli Association Football Club     | Stebonheath Park   | 3700     | Llanelli                  |
| Llanidloes Town Football Club          | -                  | -        | Llanidloes                |
| Maesteg Park Association Football Club | -                  | -        | Maesteg                   |
| Mold Alexandra Football Club           | -                  | -        | Mold                      |
| Newtown Association Football Club      | Latham Park        | 4300     | Newtown                   |
| Porthmadog Football Club               | Y Traeth           | 4000     | Porthmadog                |
| Ton Pentre Association Football Club   | Ynys Park          | 2700     | Ton Pentre                |
| TNS Llansantffraid                     | Recreation Ground  | 2000     | Llansantffraid-ym-Mechain |
| Welshpool Town Football Club           | Maes Y Dre         | 3000     | Welshpool                 |

## Compétition

### Classement
Le classement est établi sur le barème de points classique (victoire à 3 points, match nul à 1, défaite à 0).
| Rang | Équipe                 | Pts | J  | G  | N  | P  | Bp | Bc  | Diff |
| ---- | ---------------------- | --- | -- | -- | -- | -- | -- | --- | ---- |
| 1    | Bangor City            | 83  | 38 | 26 | 5  | 7  | 82 | 26  | +56  |
| 2    | Inter Cardiff          | 81  | 38 | 26 | 3  | 9  | 95 | 44  | +51  |
| 3    | Ton Pentre (P)         | 71  | 38 | 21 | 8  | 9  | 62 | 40  | +22  |
| 4    | Flint Town United      | 66  | 38 | 20 | 6  | 12 | 70 | 47  | +23  |
| 5    | Holywell Town          | 64  | 38 | 18 | 10 | 10 | 75 | 57  | +18  |
| 6    | Newtown AFC            | 63  | 38 | 18 | 9  | 11 | 52 | 48  | +4   |
| 7    | Connah's Quay Nomads   | 57  | 38 | 15 | 12 | 11 | 57 | 47  | +10  |
| 8    | Cwmbran Town (T)       | 57  | 38 | 16 | 9  | 13 | 51 | 46  | +5   |
| 9    | Ebbw Vale              | 57  | 38 | 16 | 9  | 13 | 68 | 66  | +2   |
| 10   | Aberystwyth Town       | 55  | 38 | 15 | 10 | 13 | 57 | 55  | +2   |
| 11   | Porthmadog FC          | 59  | 38 | 14 | 7  | 17 | 90 | 71  | +19  |
| 12   | Llanelli AFC           | 46  | 38 | 14 | 4  | 20 | 76 | 100 | -24  |
| 13   | Conwy United           | 45  | 38 | 13 | 6  | 19 | 58 | 70  | -12  |
| 14   | Mold Alexandra         | 43  | 38 | 12 | 7  | 19 | 59 | 75  | -16  |
| 15   | Afan Lido              | 40  | 38 | 8  | 16 | 14 | 52 | 64  | -12  |
| 16   | Haverfordwest County   | 40  | 38 | 10 | 10 | 18 | 40 | 81  | -41  |
| 17   | Caersws FC             | 39  | 38 | 9  | 12 | 17 | 39 | 56  | -17  |
| 18   | TNS Llansantffraid (P) | 34  | 38 | 9  | 7  | 22 | 46 | 77  | -31  |
| 19   | Maesteg Park           | 33  | 38 | 8  | 9  | 21 | 43 | 71  | -28  |
| 20   | Briton Ferry Athletic  | 33  | 38 | 8  | 9  | 21 | 53 | 84  | -31  |

| Légende : Qualifications et relégations | Légende : Qualifications et relégations                                                       |
| --------------------------------------- | --------------------------------------------------------------------------------------------- |
|                                         | Coupe UEFA 1994-1995                                                                          |
|                                         | Relégation en deuxième division                                                               |
|                                         | (T) : Tenant du titre (C) : Vainqueurs de la Coupe du pays de Galles de football (P) : Promus |

- Le club d'Haverfordwest County descend en deuxième division en fin de saison. Après avoir accepté une offre qui implique le réaménagement de leur stade de Newbridge Meadow, et incapable de trouver un terrain approprié (et conforme aux règlements de la Fédération) en remplacement, ils quittent de leur gré le championnat.

## Bilan de la saison
| Championnat du pays de Galles de football 1993-1994 |                                   |
| Champion                                            | Bangor City (1er titre)           |
| Coupes et trophées                                  |                                   |
| Vainqueur de la Coupe du pays de Galles 1993-1994   | Barry Town                        |
| Qualifications continentales                        |                                   |
| Ligue des champions 1994-1995                       | Aucun club qualifié               |
| Coupe des Coupes 1994-1995                          | Barry Town (2e division)          |
| Coupe UEFA 1994-1995                                | Bangor City                       |
| Coupe UEFA 1994-1995                                | UWIC Inter Cardiff Football Club  |
| Promotions et relégations                           |                                   |
| Promus en Premier League                            | Rhyl FC (Promu d'Alliance League) |
| Promus en Premier League                            | Barry Town (Promu de Division 1)  |
| Relégués en Division One                            | Briton Ferry Athletic             |
| Relégués en Division One                            | Haverfordwest County              |